# I. e. 97
Évszázadok: i. e. 2. század – i. e. 1. század – 1. század
Évtizedek: i. e. 140-es évek – i. e. 130-as évek – i. e. 120-as évek – i. e. 110-es évek – i. e. 100-as évek – i. e. 90-es évek – i. e. 80-as évek – i. e. 70-es évek – i. e. 60-as évek – i. e. 50-es évek – i. e. 40-es évek
Évek: i. e. 102 – i. e. 101 – i. e. 100 – i. e. 99 –  i. e. 98 – i. e. 97 – i. e. 96 – i. e. 95 – i. e. 94 – i. e. 93 – i. e. 92

## Események

### Róma
- Cnaeus Cornelius Lentulust és Publius Licinius Crassust választják consulnak.
- Marcus Antonius Orator és Lucius Valerius Flaccus a censorok, akik kitiltják a szenátusból Marcus Duronius néptribunust, mert eltörölt egy fényűzést korlátozó törvényt.
- A szenátus betiltja az emberáldozatokat.
- A rómaiak legyőzik a maedusok és a dardanusok trák törzseit.
- A gladiátorviadalokon először mutatnak be oroszlánvadászatot.

### Japán
- Szudzsin lesz a japán császár.

## Fordítás
- Ez a szócikk részben vagy egészben  a(z)   97 BC című angol Wikipédia-szócikk ezen változatának fordításán alapul.  Az eredeti cikk szerkesztőit annak laptörténete sorolja fel. Ez a jelzés csupán a megfogalmazás eredetét és a szerzői jogokat jelzi, nem szolgál a cikkben szereplő információk forrásmegjelöléseként.